# Риссер, Оливер
Оливер Риссер (англ. Oliver Risser; 17 сентября 1980, Виндхук, Юго-Западная Африка) — намибийский футболист, полузащитник. Выступал за сборную Намибии.

## Биография

### Клубная карьера
Родился в 1980 году в Виндхуке, в семье намибийских немцев. У него есть младший брат Уилко (р. 1982). Заниматься футболом начал в Намибии в местном клубе «Рамблерс». В 1999 году переехал в Германию, где и начал профессиональную карьеру, выступая за клубы низших лиг «АГХ Виргес», «Боруссия Дортмунд II» и «Зандхаузен». В 2006 году перешёл в клуб «Брейдаблик», за который сыграл 6 матчей в чемпионате Исландии, но позже в июле того же года вернулся в Германию, где отыграл полноценный сезон в Оберлиге за клуб «Боннер». После ухода из клуба около полугода находился в статусе свободного агента, а затем провёл полсезона в фарм-клубе «Ганновера 96». 
В марте 2009 года Риссер перешёл в клуб третьей лиги Норвегии «Манглеруд Стар». В августе того же года был отдан в аренду на полгода в клуб высшей лиги «Люн», за который сыграл 7 матчей. Несмотря на вылет «Люна» из высшей лиги, Риссер подписал с клубом полноценный контракт и в его составе отыграл первую часть сезона 2010, завершил сезон в финском клубе «КуПС», за который сыграл 8 матчей в чемпионате Финляндии. В сезонах 2011/12 и 2012/13 был игроком английских клубов Лиги 1 и Лиги 2 «Суиндон Таун», «Стивенидж» и «Олдершот Таун». В сезоне 2011/12 стал чемпионом Лиги 2 в составе «Суиндон Таун». Последним клубом в его профессиональной карьере стал бельгийский клуб третьего дивизиона «Остерзонен Остервийк».

### Карьера в сборной
Дебютировал за сборную Намибии 7 сентября 2002 года, отыграв весь матч против сборной Алжира в рамках отборочного турнира Кубка африканских наций 2004. В 2008 году в составе сборной Намибии он принимал участие в Кубке африканский наций 2008, где сыграл в двух матчах. По итогам группового этапа Намибия набрала одно очко и заняла последнее место в группе.

## Достижения
«Суиндон Таун»
- Победитель английской Лиги 2: 2011/12